# Кайлика
Парк «Кайлика» — природний парк у місті Плевен, охороняється державою, є туристичною пам'яткою.
Входив до переліку «100 туристичний об'єктів Болгарії».

## Опис
Парк був створений у 1946 році в ущелині Кайлика як заміський парк культури і відпочинку, у ході благоустрою території до початку 1953 року тут були прокладені пішохідні алеї й висаджені фруктові дерева.
Надалі, в процесі розширення Плевена, опинився на теренах міста.
На території парку знаходяться руїни римської фортеці Сторгозія III—IV ст. н. е., руїни візантійської трьохапсидної християнської базиліки з мозаїчною підлогою і Тотлебенський вал, побудований у 1877 році в ході облоги Плевни.
У 2008 році на теренах парку був відкритий Музей вина.

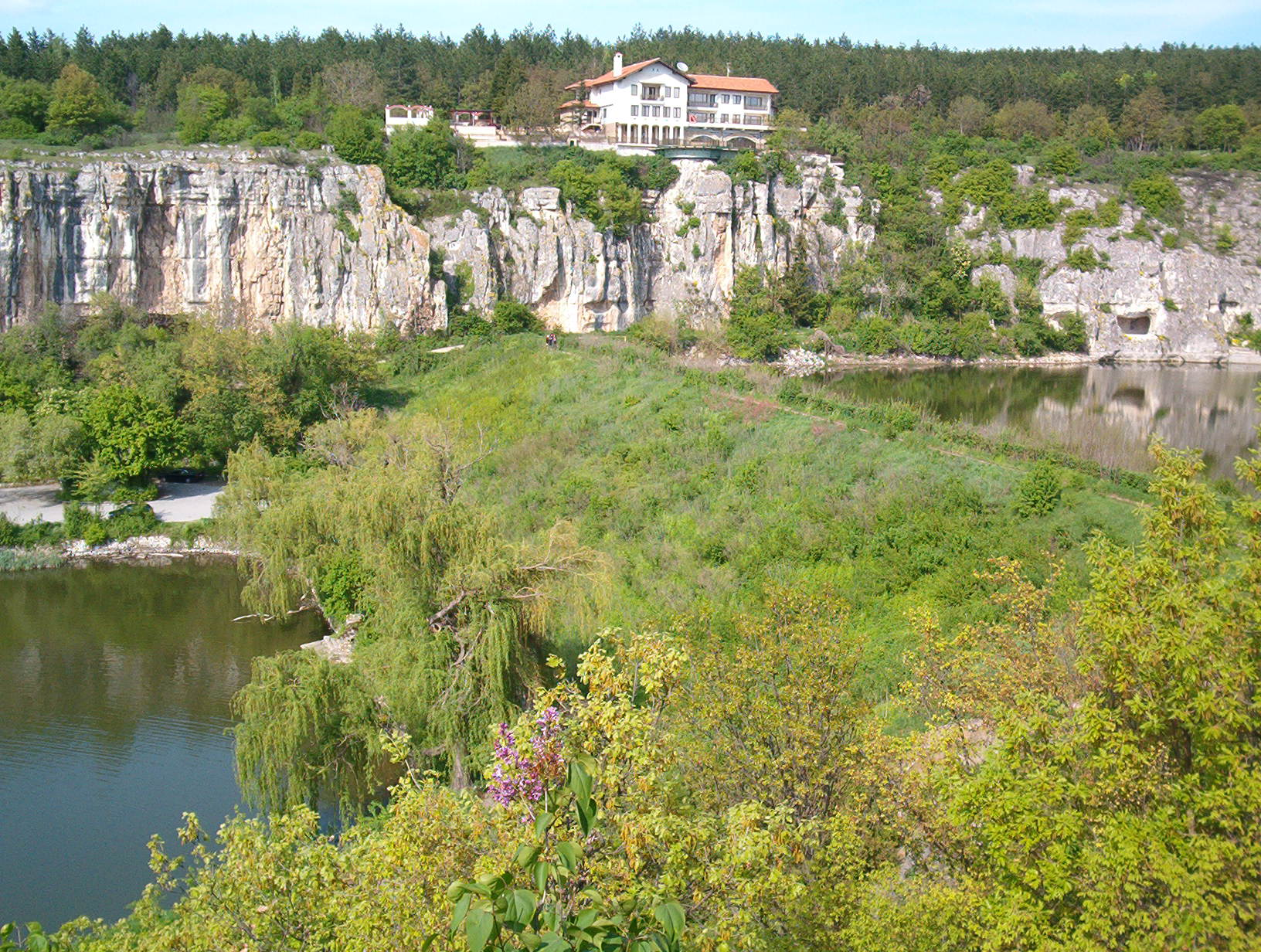
Вид парку
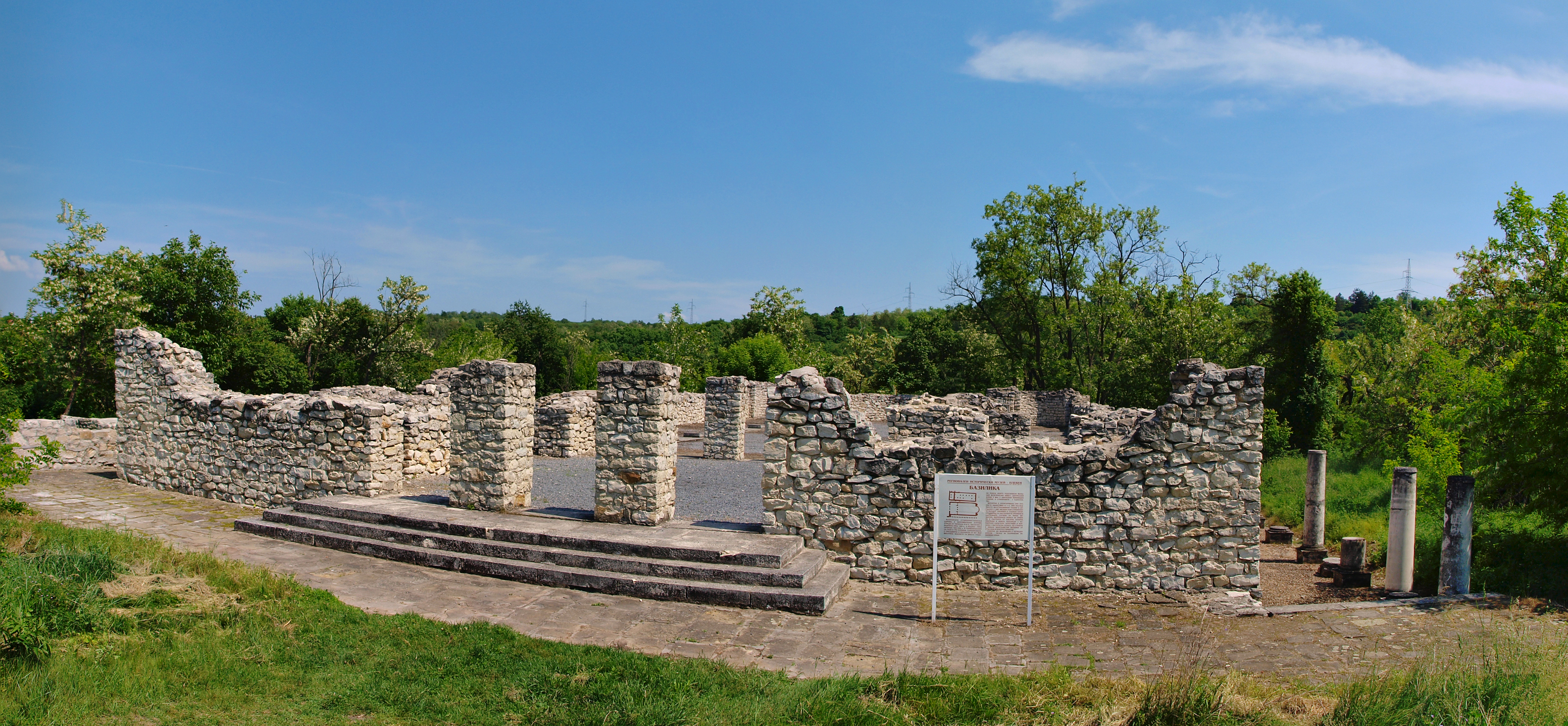
Руїни римської фортеці Сторгозія